# Ahmed Saygun
Ahmed Adnan Saygun (født 7. september 1907 i Izmir – død 6. januar 1991 i Ankara Tyrkiet) var en tyrkisk komponist og skribent. 
Saygun er Tyrkiets mest kendte og betydningsfulde komponist. Han har skrevet 5 symfonier, orkesterværker, 2 klaverkoncerter, 5 operaer, balletmusik, koncerter, kammermusik etc.
Han studerede bl.a. hos Vincent d´Indy i Paris, og var stærkt influeret af Bela Bartok.
Saygun, der hørte til gruppen The Turkish Five, regnes i dag for en national komponist, lige som Jean Sibelius og Bela Bartok i deres lande. 

## Udvalgte værker
- Symfoni nr. 1 (1953) - for orkester
- Symfoni nr. 2 (1958) - for orkester
- Symfoni nr. 3 (1960) - for orkester
- Symfoni nr. 4 (1974) - for orkester
- Symfoni nr. 5 (1985) - for orkester
- Klaverkoncert nr. 1 (1958) - for klaver og orkester
- Klaverkoncert nr. 2 (1985) - for klaver og orkester
- Violinkoncert (1967) - for violin og orkester
- Cellokoncert (1987) - for cello og orkester
- Bratschkoncert (1977) - for bratsch og orkester
- "Dukken" (1934) - opera
- "Kerem" (1952) - opera